# Ray (Film)
Ray ist ein US-amerikanisches Drama von Taylor Hackford aus dem Jahr 2004. Der Film ist eine Biografie über die Soul-Legende Ray Charles (1930–2004), der von Jamie Foxx verkörpert wird.

## Handlung
Der Film zeigt die Kindheit von Ray Charles Robinson, seine Erblindung und den Beginn seiner musikalischen Laufbahn im Jahr 1947. Er befasst sich mit seinem Aufstieg, seiner einzigartigen Karriere, seiner Heirat, den Kindern, den Geliebten und mit seiner Heroinsucht. Der Film endet kurz nach seiner Entziehungskur Ende der 1970er Jahre.

## Entstehung
Dem Filmbeginn gingen jahrelange Planungen und eine sehr lange Vorbereitungsphase voraus. Die Entstehung des Films wurde von Ray Charles persönlich begleitet. Große Teile des Films sind daher nach den Vorstellungen des Künstlers selbst entstanden. Kurz vor Ende der Dreharbeiten im Juni 2004 starb Ray Charles. Er konnte also den fertiggestellten Film nicht mehr miterleben.

## Songs, die im Film verwendet werden
- „Baby, Let Me Hold Your Hand“
- „Mess Around“
- „I´ve Got a Woman“
- „Hallelujah, I Just Love Her So“
- „Drown in My Own Tears“
- „Mary Ann“
- „Leave My Woman Alone“
- „Night Time Is the Right Time“
- „I Believe To My Soul“
- „What’d I Say“
- „Georgia on My Mind“
- „Hit the Road Jack“
- „Unchain My Heart“
- „You Don’t Know Me“
- „I Can’t Stop Loving You“
- „Bye Bye Love“
- „Born to Lose“
- „Hard Times (No One Knows Better Than I)“
- „King of the Night Time World“
- „Everyday I Have the Blues“

## Kritiken
- Dirk Jaspers Filmlexikon: „In der Titelrolle sehen wir den großartigen Charakterdarsteller Jamie Foxx in einer unvergesslichen Performance.“
- Die Zeit: „Ray ist in dem halben Jahr seit seiner Premiere zu einem Kultfilm geworden, weil ihm die Liebe zu seinem Gegenstand über mehr als zwei Stunden hinweg anzumerken ist.“

## Auszeichnungen
Oscarverleihung 2005
- Auszeichnungen:
  - Bester Hauptdarsteller: Jamie Foxx
  - Bester Ton: Steve Cantamessa, Scott Millan, Greg Orloff, Bob Beemer
- Nominierungen:
  - Bester Film
  - Beste Regie
  - Bestes Kostüm
  - Bester Schnitt

58. BAFTA-Awards
- Auszeichnungen
  - Bester Hauptdarsteller: Jamie Foxx
  - Bester Ton: Steve Cantamessa, Scott Millan, Greg Orloff, Bob Beemer
- Nominierungen:
  - Bestes Original-Drehbuch
  - Beste Original-Musik

Golden Globe Awards 2005
- Auszeichnung: Bester Darsteller (Komödie oder Musical): Jamie Foxx
- Nominierung: Bester Film – Komödie oder Musical

5. Black Reel Awards
- Auszeichnungen:
  - Bester Film
  - Bester Hauptdarsteller
  - Beste Nebenrolle und bester Newcomer: Sharon Warren
  - Bestes Drehbuch
- Nominierungen:
  - Beste Hauptdarstellerin: Regina King
  - Beste Hauptdarstellerin: Kerry Washington
  - Beste Nebenrolle: Clifton Powell
  - Bestes Filmdebüt: C. J. Sanders
  - Bestes Drehbuch: James L. White

Die Deutsche Film- und Medienbewertung FBW in Wiesbaden verlieh dem Film das Prädikat besonders wertvoll.

## Deutsche Blu-ray-Veröffentlichung
- Universal Pictures Germany (Hrsg.): Ray. Hamburg 2015. (Mit Bonusmaterial und Wendecover)